# Réjean Tremblay
Pour les articles homonymes, voir Tremblay et Réjean Tremblay (homonymie).
Réjean Tremblay est un journaliste et scénariste québécois né le 24 août 1944 à Saint-David-de-Falardeau.
Il fait ses débuts à La Presse en 1974. Il couvre 16  Jeux olympiques à partir de 1976. Spécialiste de hockey et chroniqueur, il suit le Canadien pendant plusieurs années et couvre les grands prix de Formule 1 pendant huit ans. On lui doit une vingtaine de miniséries et de téléséries, qui ont toutes connu de très grands succès médiatiques. De Lance et compte à Casino en passant par Scoop, Urgence, Miséricorde ou Réseaux. Son parcours a été récompensé par quatre prix Gémeaux et le prix Jules-Fournier en 1983.

## Biographie
Réjean Tremblay obtient en 1965 deux baccalauréats, en lettres et en pédagogie, de l'Université Laval. Il commence sa carrière à titre de professeur de latin et de grec dans deux écoles de la ville de Chicoutimi, au Saguenay, profession qu'il exerce jusqu'en 1974. 
Sa carrière s'oriente vers le journalisme lorsqu'il décroche un poste de journaliste à temps partiel au Progrès-Dimanche. Il quitte alors l'enseignement pour devenir chroniqueur au journal Le Quotidien le jour de sa toute première parution en 1973. En 1974 il est recruté comme journaliste pigiste au prestigieux quotidien La Presse de Montréal. Il passe rapidement à la section des sports en 1975 et est affecté à la couverture des matchs de hockey sur glace des Canadiens de Montréal.
Il couvre sur place 16 Jeux olympiques, soit ceux de Montréal en 1976, de Lake Placid et Moscou en 1980, de Sarajevo et de Los Angeles en 1984, de Calgary en 1988, d'Albertville en 1992, de Lillehammer en 1994, de Nagano en 1998, Jeux olympiques d'hiver de Salt Lake City 2002, Jeux olympiques d'été de Athènes 2004, Jeux olympiques d'hiver de  Turin 2006 , Jeux olympiques d’hiver de Vancouver 2010 , Jeux olympiques d’été de Londres 2012, Jeux olympiques  d’hiver de Sotchi 2014 et Jeux olympiques d’hiver de Pyeongchang 2018.
Au fil de sa carrière, ce spécialiste de l'univers entourant le hockey professionnel assure la couverture de nombreux évènements sportifs aux quatre coins de la planète. À la suite du décès tragique du coureur automobile Gilles Villeneuve en 1982 à Zolder, il décrit à travers ses chroniques les réactions immenses de tristesse et de stupéfaction chez les tifosis. Il couvre régulièrement les activités du championnat de Formule 1 dès ses débuts à titre de journaliste sportif.
Ce passionné du sport signe également plusieurs chroniques et élabore de nombreux reportages sur le tennis professionnel, la boxe et le football canadien.  Se décrivant lui-même comme un « mordu du sport », il n'hésite pas à donner son opinion d'éditorialiste sur certains athlètes et à alimenter la controverse.
En plus de conserver son poste permanent à La Presse, il fut dans les années 1980-1990-2000 éditorialiste à la radio de CKAC, de CKRS et pour le réseau Radiomédia. Ses talents de rédacteur le conduisent progressivement à l'écriture télévisuelle.
En 1986, il scénarise, avec l'auteur Louis Caron, les tout  premiers épisodes de la série Lance et compte, qui devient un succès populaire. Jacques Jacob sera plus tard son nouveau collaborateur. Il écrit, en collaboration avec sa compagne d'alors Fabienne Larouche, plus d'une dizaine de miniséries et de téléséries, les plus notoires étant Scoop (1992), décrivant l'univers tumultueux du journalisme à sensation. Il écrit, seul, Réseaux en 1997, relatant les conjonctures imprévisibles du monde télévisuel, et, Casino en 2006, dépeignant avec force les magouilles entourant la gestion d'un casino ainsi que le thème du jeu compulsif, problème social dans la société québécoise. En parallèle, il continue d'écrire la série Lance et compte.
En 2006, il publie un livre, intitulé Nadia, qui relate les exploits de Nadia Comăneci lors des Jeux olympiques de Montréal en 1976 et en 2008 le livre Quatre décennies sur cinq continents, une collection de ses chroniques.
Pendant de nombreuses années, il a tenu une chronique quotidienne sur les ondes du 98,5 FM dans le cadre des émissions de Paul Arcand (Puisqu’il faut se lever) et de Paul Houde (Montréal Maintenant). Pendant les années 2000, il fut aussi débatteur à la populaire émission 110% sur les ondes de TQS.
Réjean Tremblay annonce, le 8 juillet 2011, qu'il quitte le quotidien La Presse et, le 20 juillet suivant, qu'il passe dans l'empire Québecor Média. Il y a paraphé un lucratif contrat multiplateforme qui lui permet d'écrire et de coproduire des séries dramatiques et de collaborer en tant que chroniqueur sportif à TVA, LCN et TVA Sport. À partir de mars 2012, il signe également des chroniques dans le Journal de Montréal. Depuis 2015, il est chroniqueur sur les ondes du 91,9 Sports Montréal.
Il est père de 3 enfants (Stéphane, Roxanne et Allan), grand-père et arrière-grand-père.

## Filmographie

### Scénariste
- 1986 : Lance et compte I
- 1988 : Lance et compte II
- 1989 : Lance et compte III
- 1992 : Scoop I
- 1993 : Scoop II
- 1994 : Scoop III
- 1994 : Miséricorde
- 1995 : Scoop IV
- 1996 : Urgence
- 1996 : Innocence
- 1997 : Le Masque
- 1997 : Paparazzi
- 1998 : Réseaux I
- 1999 : Réseaux II
- 2002 : Lance et compte : La Nouvelle génération
- 2004 : Lance et compte : La Reconquête
- 2006 : Casino
- 2006 : Lance et compte : La Revanche
- 2009 : Lance et compte : Le Grand Duel
- 2012 : Lance et compte : La déchirure
- 2014 : Les Jeunes Loups
- 2015 : Lance et compte

### Producteur
- 2002 : Lance et compte : Nouvelle génération
- 2004 : Lance et compte : La Reconquête
- 2006 : Lance et compte : La Revanche

## Distinctions
- Prix Gémeaux de la meilleure série dramatique, Scoop IV (1995)
- Prix Gémeaux : Meilleure série dramatique, Scoop III (1994)
- Prix Gémeaux : Meilleure série dramatique, Scoop II (1993)
- Gemini Award : Meilleure série dramatique, Lance et Compte II (1988)
- Prix Jules-Fournier de l’Office de la langue française du Québec (1983)